# Ґняздкув
Ґняздкув (пол. Gniazdków) — село в Польщі, у гміні Хотча Ліпського повіту Мазовецького воєводства.
Населення — 85 осіб (2011).
У 1975-1998 роках село належало до Радомського воєводства.

## Демографія
Демографічна структура станом на 31 березня 2011 року:
|          | Загалом | Допрацездатний вік | Працездатний вік | Постпрацездатний вік |
| -------- | ------- | ------------------ | ---------------- | -------------------- |
| Чоловіки | 47      | 7                  | 36               | 4                    |
| Жінки    | 38      | 6                  | 20               | 12                   |
| Разом    | 85      | 13                 | 56               | 16                   |